# Huriye Ekşi
Huriye Ekşi, född 1 mars 1969, är en turkisk bågskytt. Hon deltog vid olympiska sommarspelen 1988.